# Trespass
Trespass – album studyjny grupy Genesis wydany w roku 1970. Jest to drugie w kolejności wydawnictwo zespołu, po debiutanckim albumie From Genesis to Revelation.

## Okoliczności powstania albumu
Po nieudanym debiutanckim albumie zespół się nie rozpadł. Muzycy postanowili zrezygnować z koncepcji nagrania przebojowego singla, a zamiast tego skupić się stworzeniu czegoś odkrywczego. Na bazie nowego materiału nagrali 20 sierpnia 1969 w Regent Studios taśmę demo z utworami „White Mountain”, „Family” (który później wyewoluował w „Dusk”), „Going Out to Get You” i „Pacidy”. Taśma nie spotkała się z większym zainteresowaniem krytyków, ale utwierdziła artystów w słuszności obranej drogi.
We wrześniu 1969 planowo zespół opuścił John Silver, wyjeżdżając na studia do Stanów Zjednoczonych. Po krótkich poszukiwaniach przyjęto do składu nowego perkusistę – Johna Mayhew. W nowym składzie, 23 września 1969 w Chobham, zespół dał swój pierwszy koncert.
W tym okresie zespół nie miał stałego miejsca do komponowania i doskonalenia swojego warsztatu muzycznego. Problem uległ rozwiązaniu dzięki uprzejmości rodziców Richarda MacPhaila, którzy udostępnili grupie swój domek w okolicach Dorking. W trakcie 6-miesięcznego tam pobytu muzycy stworzyli wiele nowego materiału, udoskonalając również utwory już istniejące. W tym okresie powstał m.in. „Nice”, który później pod tytułem „The Knife” trafił do albumu Trespass i stał się jednym z najchętniej wykonywanych utworów na koncertach.
W styczniu 1970 w studio BBC zespół zarejestrował ścieżkę dźwiękową do filmu o Jacksonie Pollocku, a następnie 22 lutego 1970 materiał do audycji BBC Night Ride. Znalazły się na nim „The Shepherd”, „Pacidy”, „Let Us Now Make Love”, „Stagnation”, „Looking for Someone” i „Dusk”. Audycja została wyemitowana w marcu 1970.
Przełomową dla zespołu okazała się seria koncertów w Ronnie Scott’s Club w londyńskim Soho w marcu 1970. Podczas jednego z występów usłyszał ich John Anthony, inżynier dźwięku w Charisma Records, który postanowił przedstawić zespół swojemu szefowi – Tony’emu Strattonowi-Smithowi. Zachwycony możliwościami Genesis podpisał z nimi kontrakt w marcu 1970.
Zespół uzyskał pełną dowolność w tworzeniu albumu. Nagrań dokonano na przełomie czerwca i lipca 1970 w Trident Studios w Londynie. Producentem został John Anthony, a inżynierem dźwięku – Robin Cable. Album ostatecznie ukazał się w sprzedaży 22 października 1970. Początkowo był ozdobiony etykietą Pink Scroll, a w następnych reedycjach etykietą Mad Hatter's Tea Party. Stacje radiowe otrzymały promocyjny singel z utworami „Looking for Someone” i „Visions of Angels”. Przed wydaniem płyty z zespołu odszedł Anthony Phillips, który nie mógł znieść stresu związanego z koncertowaniem. Krótko potem zespół opuścił również John Mayhew, nieakceptowany pod względem muzycznym przez resztę muzyków. Został zastąpiony przez Phila Collinsa pod koniec sierpnia 1970.

## Utwory
| 1. | Looking for Someone Banks/Gabriel/Phillips/Rutherford | 7:00  |
|    |                                                       |       |
| 2. | White Mountain Banks/Gabriel/Phillips/Rutherford      | 6:44  |
|    |                                                       |       |
| 3. | Visions of Angels Phillips[11]                        | 6:50  |
|    |                                                       |       |
| 4. | Stagnation Banks/Gabriel/Phillips/Rutherford          | 8:45  |
|    |                                                       |       |
| 5. | Dusk Banks/Gabriel/Phillips/Rutherford                | 4:15  |
|    |                                                       |       |
| 6. | The Knife Banks/Gabriel[11]                           | 8:55  |
|    |                                                       |       |
|    |                                                       | 42:29 |
|    |                                                       |       |

### „Looking for Someone”
Po raz pierwszy „Looking for Someone” zespół nagrał na początku 1970, podczas rejestracji materiału do ścieżki dźwiękowej ilustrującej film dokumentalny o Jacksonie Pollocku. Otrzymał on wówczas na potrzeby programu tytuł „Resignation”. W 2001 taśmy z nagraniami z tej sesji zostały odnalezione w rękach prywatnego kolekcjonera i wystawione na sprzedaż w serwisie aukcyjnym eBay, co spotkało się z protestami zespołu. Utwór zarejestrowano również dla BBC, podczas sesji nagraniowej 22 lutego 1970. Razem z innymi utworami był on wykorzystany później w audycji Night Ride.
Utwór rozpoczyna śpiew Gabriela na tle organów Hammonda. W miarę budowania nastroju dołączają się kolejne instrumenty. Całość wprowadza atmosferę tajemniczości, którą dodatkowo podkreśla enigmatyczny tekst autorstwa Gabriela, traktujący o wewnętrznej pustce.

### „White Mountain”
Utwór po raz pierwszy nagrano na taśmie demonstracyjnej 20 sierpnia 1969 podczas sesji nagraniowej w Regent Studios. Jego fabuła jest luźno oparta na twórczości Jacka Londona, na powieściach Zew krwi i Biały Kieł. Tekst autorstwa Banksa opowiada o historii młodego wilczka, imieniem Kieł (Fang), który wypowiada posłuszeństwo przywódcy stada – Jednookiemu (One-Eye). Kara jaka go za to spotyka to śmierć i zapomnienie. Kieł jest ścigany przez watahę przewodzoną przez Jednookiego, aby w finałowej walce ulec staremu królowi. W literackim pierwowzorze również występuje Kieł i Jednooki (odpowiednio syn i ojciec), jednak sama historia znacznie się różni.
W piosence występuje sformułowanie he trespassed where no wolf may tread, od którego wziął nazwę cały album.
Styl gry, jak i sposób śpiewania przez Gabriela, w plastyczny sposób opisują obrazy przedstawione w tekście.
Piosenka była często wykonywana w trakcie koncertów we wczesnych latach 70. XX wieku, również po odejściu Gabriela.

### „Visions of Angels”
Ta piosenka została skomponowana przez Anthony’ego Philipsa, którego oczarowała ówczesna dziewczyna, a późniejsza żona Petera Gabriela – Jill Moore. Utwór otwiera delikatny motyw na pianinie, po czym głównym tłem dla kolejnych zwrotek stają się gitary akustyczne oraz instrumenty klawiszowe, które w końcowej partii przechodzą w symfoniczną aranżację z wykorzystaniem melotronu. Tekst zawiera sporo elementów zaczerpniętych z Biblii, które z czasem stały się częstym motywem w twórczości Genesis. Wstępna wersja tego utworu została nagrana podczas pracy nad płytą From Genesis to Revelation, lecz zespół nie był zadowolony z rezultatów i nie umieścił jej na pierwszym albumie.

### „Stagnation”
Utwór wyklarował się w trakcie wielogodzinnych sesji muzycznych podczas pobytu w okolicach Dorking na przełomie 1969 i 1970. Wykorzystano w nim. m.in. fragmenty dużego, 45-minutowego, instrumentalnego utworu The Movement autorstwa Rutherforda i Phillipsa. Stał się jednym ze stałych elementów koncertów Genesis w tym okresie. Nagrano go również podczas sesji dla BBC do programu Night Ride 22 lutego 1970.
Piosenka jest dedykowana Thomasowi S. Eiselbergowi, w materiałach dołączonych do wydania można przeczytać:

To Thomas S. Eiselberg, a very rich man, who was wise enough to spend all his fortunes in burying himself many miles beneath the ground. As the only surviving member of the human race, he inherited the whole world.

(Thomasowi S. Eiselbergowi, bardzo bogatemu człowiekowi, który był na tyle mądry, że wydał swoją fortunę na zagrzebanie się na wiele mil głęboko w ziemi. Jako jedyny członek ludzkiego gatunku który przeżył, odziedziczył cały świat.)

Tekst opowiada o świecie po wybuchu wojny jądrowej, w wyniku której przeżył tylko jeden człowiek – Thomas S. Eiselberg, który zawczasu schronił się głęboko pod ziemią. Jednak teraz nie ma dla kogo żyć.
Utwór jest w rzeczywistości poświęcony T.S. Eliotowi i oparty luźno na jego poemacie Ziemia jałowa.
W warstwie muzycznej „Stagnation” jest jednym z najbardziej dojrzałych utworów Genesis z tego okresu. Charakteryzują go duety gitarowe z nagłymi zmianami nastroju i solówką organową w wykonaniu Banksa oraz zakończenie w symfonicznym stylu.

### „Dusk”
Pierwotną wersją „Dusk” był utwór „Family”, zarejestrowany na taśmie demo 20 sierpnia 1969 w Regent Studios. Wersja ta trafiła później na box Genesis Archive 1967–75 (pod błędnym, późniejszym tytułem „Dusk”). Po wzbogaceniu o kilka fraz i nowej aranżacji zmieniono nazwę na obecną. Utwór nagrano również podczas sesji dla audycji radia BBC Night Ride 22 lutego 1970.
W wersji muzycznej dominuje brzmienie dwóch 12-strunowych gitar akustycznych wspomaganych przez partię organową. Śpiew Gabriela przeplata się z chórem. Tekst autorstwa Phillipsa skłania do refleksji nad życiem.

### „The Knife”
Utwór ten zamyka płytę i w przeciwieństwie do nastrojowych ballad jest agresywny, o mocnym, rockowym charakterze. Charakteryzuje go szybkie, marszowe tempo podkreślone organami, solówkami gitarowymi i sekcją rytmiczną. Tekst jest parodią protest songu, mówiącego o konsekwencjach rewolucji w postaci nowych dyktatorów, jacy się po niej pojawiają. „The Knife” był pierwszym masowo rozpoznawalnym utworem zespołu, często wykonywanym na koncertach, również jako bis. Wydany został też na singlu jako podzielony na dwie części: A i B z uwagi na jego długość. Wersja albumowa również została skrócona, gdyż cały materiał nie mieścił się na płycie.

## Muzycy
- Peter Gabriel – śpiew, flet, bęben wielki, akordeon, tamburyn
- Anthony Phillips – gitara akustyczna (12-strunowa), gitara prowadząca, cymbały, śpiew
- Tony Banks – organy, fortepian, melotron, gitara, śpiew
- John Mayhew – perkusja, śpiew
- Mike Rutherford – gitara basowa, gitara akustyczna (12-strunowa), wiolonczela, śpiew

## Okładka
Okładkę płyty zaprojektował Paul Whitehead, artysta plastyk związany z Charisma Records. Whitehead zajmował się także oprawą graficzną następnych płyt zespołu – Nursery Cryme i Foxtrot. Powstały wtedy cykl obrazów olejnych został nazwany Tryptykiem Whiteheada. Stał się jednym z najbardziej rozpoznawanych prac artysty.
Whitehead zaczął pracować nad okładką na wstępnym etapie tworzenia płyty, kiedy nie był znany ostateczny kształt i zawartość albumu. W piosence „White Mountain” pojawiało się słowo „trespass” (ang. naruszać, wykraczać), które postanowił uczynić tematem przewodnim. Na obrazie widać parę kochanków, króla i królową, spoglądających przez okno na swoje królestwo, podczas gdy są podglądani przez amora.

Na późniejszym etapie produkcji na albumie znalazł się utwór „The Knife” (ang. nóż). Whitehead postanowił wprowadzić ten element do kompozycji graficznej. Wypożyczony z rekwizytorni szkocki nóż, tzw. dirk, wbił w obraz, a następnie przeciął wzdłuż. Całość następnie sfotografował.

## Odbiór
Album sprzedano w liczbie około 6000 egzemplarzy. Grono nabywców stanowili głównie ludzie, którzy słyszeli wcześniej zespół na koncertach. Początkowo reakcje recenzentów były życzliwe, jednak później, w miarę wydawania kolejnych albumów, które przyćmiewały Trespass, zaczęto dostrzegać jego wady. Rolling Stone tak pisał o kolejnej reedycji albumu:

Nierówna pod względem jakości utworów, bardzo niejasna i rozmazana, momentami nawet śmiertelnie nudna. Powinna być unikana przez wszystkich – no, może prócz najbardziej zatwardziałych miłośników Genesis.

W miesięczniku Tylko Rock, w recenzji z roku 1991, albumowi przyznano trzy na pięć możliwych gwiazdek. Recenzent tak opisał wówczas ten krążek: Grupa „przedstawiła (...) kompozycje rozbudowane formalnie, tworzone z różnych, nie zawsze przystających do siebie elementów, co jednak okazało się zaletą”. I jeszcze: „Większość kompozycji przedstawionych na płycie zwracała uwagę łagodnym brzmieniem i subtelnością środków ekspresji. Z pomocą takich instrumentów jak gitary 12-strunowe, fortepian, organy, melotron, flet, wiolonczela i akordeon, (grupa) stworzyła muzykę pełną ulotnego wdzięku”.
Pomimo chłodnego przyjęcia w Wielkiej Brytanii, płyta zyskała nieoczekiwanie popularność w Belgii, stając się numerem jeden wśród albumów. Skłoniło to zespół do pierwszego w historii koncertu poza granicami kraju w styczniu 1972, który został zarejestrowany przez belgijską telewizję.